# Dávid Parittyája
A Dávid Parittyája (angolul: David’s Sling) egy nagy hatótávolságú légvédelmi rakétarendszer, amelyet az izraeli Rafael és az amerikai Raytheon közösen fejlesztett ki az Izraeli Védelmi Erők (IDF) számára. A rendszer elsődleges feladata kis hatótávolságú ballisztikus rakéták elfogása, de más típusú légi célok ellen is hatásos. Amerikai változata Skyceptor néven ismert.

## Kialakítása és jellemzői
A Dávid Parittyája rendszer Stunner néven ismert elfogó rakétája kétfokozatú hajtóművével éri el legfeljebb 300 kilométeres hatótávolságát. A Stunner néven ismert elfogó rakéta a végfázisban egy kombinált: aktív radaros és infravörös képalkotó rávezetést alkalmazva éri célpontját. Az infravörös kép alkotó rávezetés lehetővé teszi, hogy rakéta megkülönböztesse a valódi harcirészt a csaliktól és zavarótöltetektől. Szintén ez a rávezetési mód teszi lehetővé, hogy rakéta közvetlen találattal semmisítse meg a célpontját, hagyományos robbanó harci résszel ugyanis nem rendelkezik. A 4,6 méter hosszú Stunner rakéta 7,5 Mach sebességének köszönhetően 15 km-es magasságig képes célpontokat elfogni. 
A rendszer a célfelderítésre az ELM-2084 típusú radarokat alkalmazza, amely a Magyar Honvédségnél is rendszerben áll.
Izraeli sajtó értesülései alapján 2018. július 23-án az Izraeli Védelmi Erők (IDF) először alkalmazták élesben a Dávid Parittyája rakétarendszerüket: két szíriai OTR–21 Tocska (NATO-kód: SS–21 Scarab), rövid hatótávolságú ballisztikus rakétát lőttek le a rendszerrel. 2023. május 10-én a Dávid Parittyája rendszer ismét sikeres elfogást hajtott végre.

A Stunner elfogó rakéta Patriot légvédelmi rendszerhez integrált változata Skyceptor néven ismert és az amerikai Raytheon vállalat gyártja. 

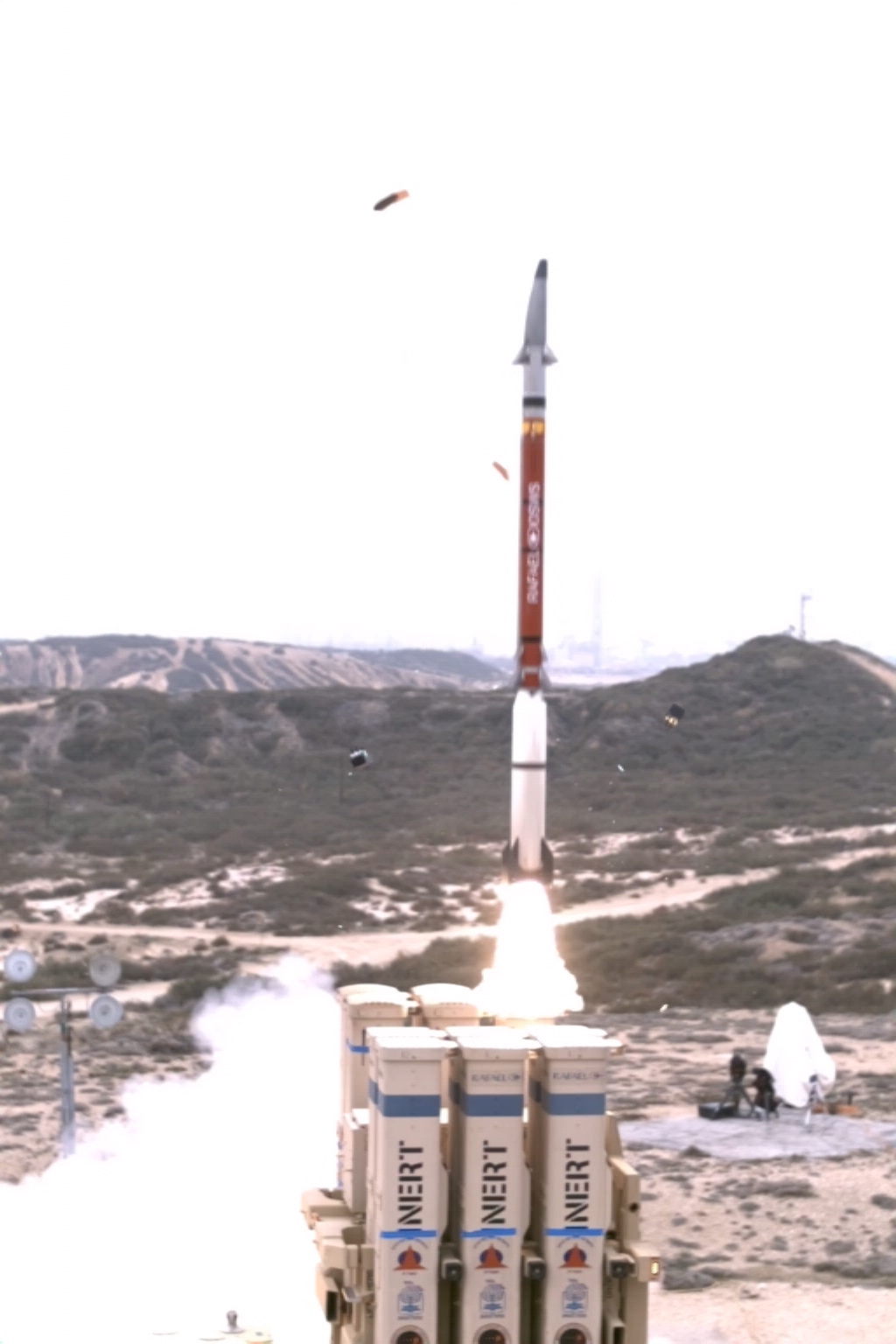
A jellegzetes orrú Stunner elfogó rakéta kilövése
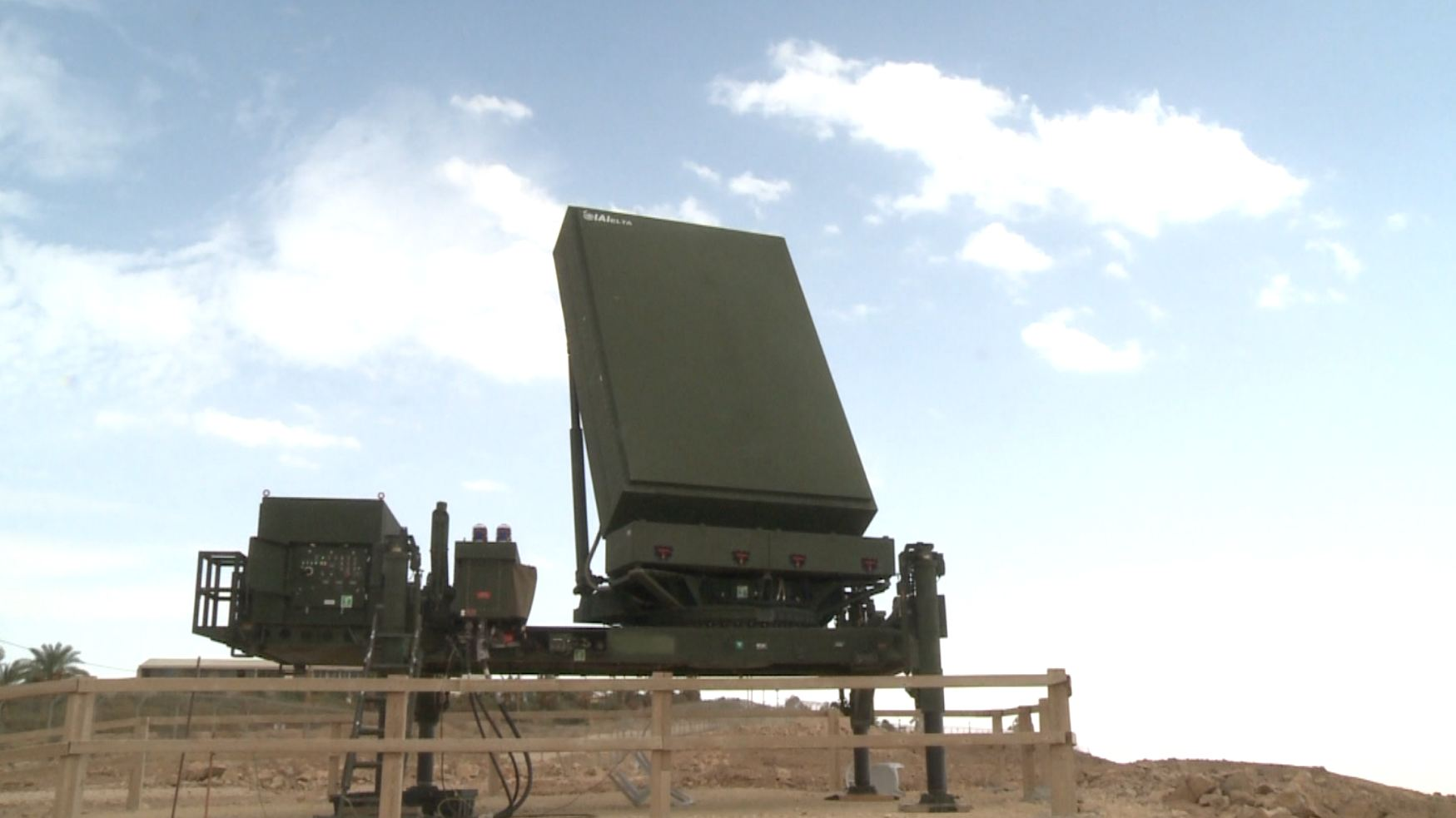
ELM-2084 radar deríti fel a célokat
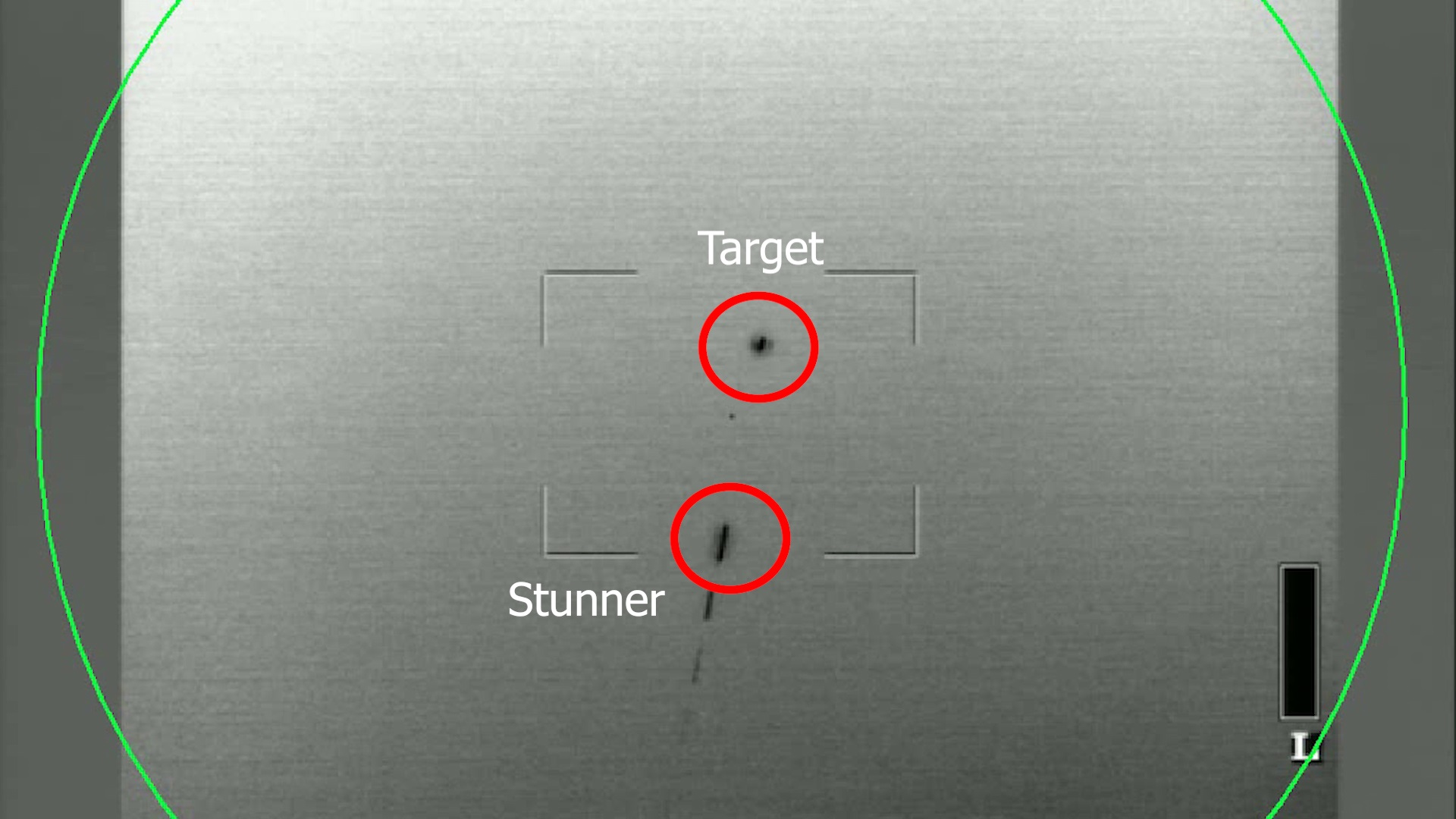
A találat előtti másodperc infravörös felvételen
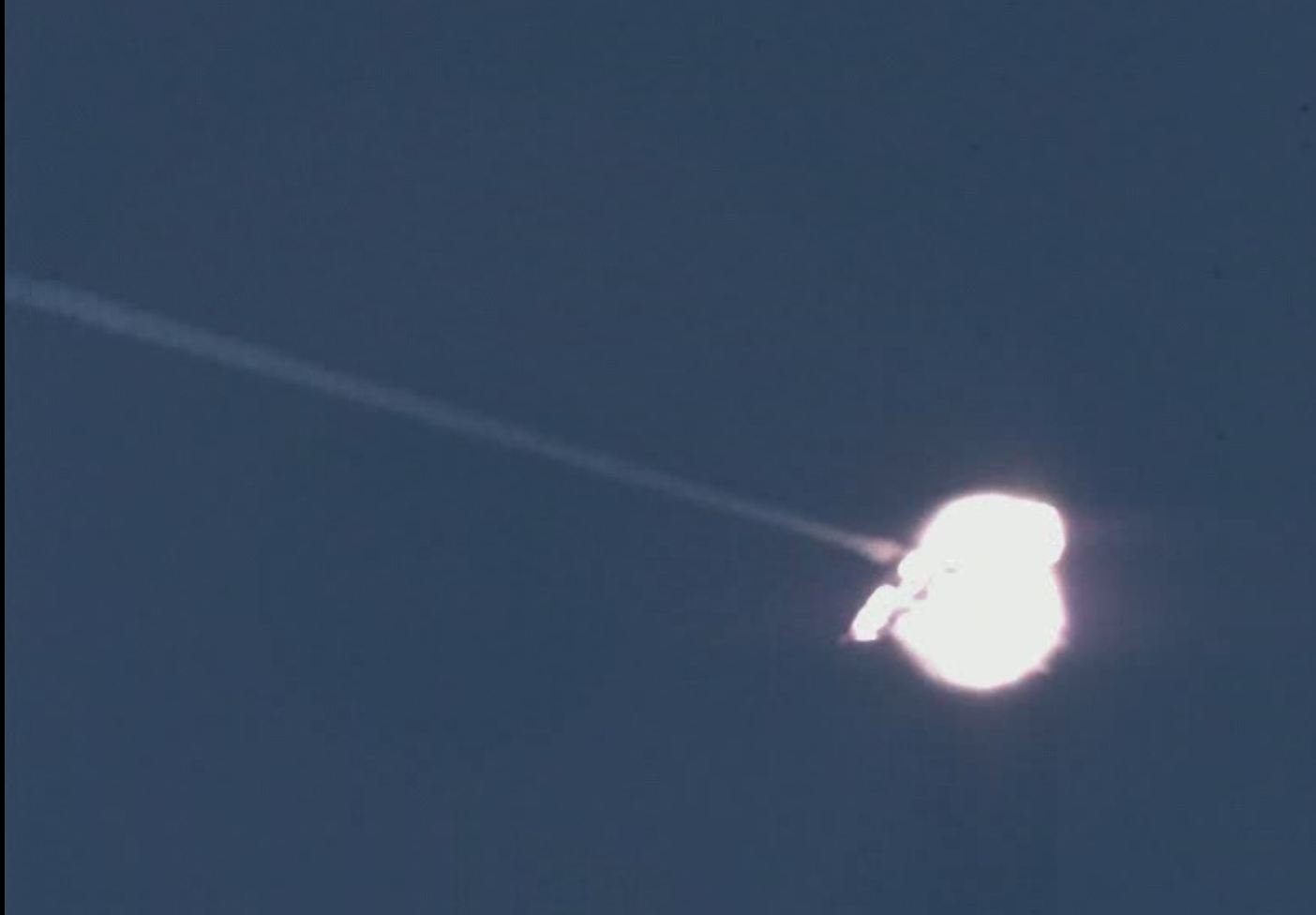
A cél elfogása

## Alkalmazók
Izrael
 Finnország